# Кресцентин
Кресцентин (від англ. crescent — «молодий місяць») — білок, компонент бактеріального цитоскелету, гомологічний білкам проміжних філаментів клітин еукаріотів. Цей білок знайдений тільки у бактерії Caulobacter crescentus та пов'язаних бактерій роду Caulobacter, де він присутній у вигляді одного довгого філаменту уздовж тіла клітини, відповідаючи за його скривлену форму.